# Карлов универзитет
Карлов универзитет у Прагу (чеш. Univerzita Karlova v Praze; лат. Universitas Carolina) је један од најстаријих европских универзитета, најстарији у централној Европи, и први у словенским земљама. Историјски, то је и први немачки универзитет. То је један од најстаријих универзитета у Европи у континуираном раду. Данас се универзитет састоји од 17 факултета који се налазе у Прагу, Храдец Кралову и Плзењу. Карлов универзитет припада гропи од три најбоља универзитета у централној и источној Европи. Он је рангиран око 200–300 места у свету.

## Историја
Универзитет је 7. априла 1348. утемељио Карло IV, цар Светог римског царства. Тада је он издао булу којом је гарантовао привилегије универзитету. По некима, була папе Клемента VI од 26. јануара 1347. има првенство, и означава датум оснивања. У почетку, универзитет је био подељен на секције или „нације“: баварску, чешку, саксонску и пољску. Године 1407. универзитет је осудио теорију теолога Џона Виклифа. Његова доктрина је, ипак, добијала на популарности. Ректор Карловог универзитета Јан Хус превео је Виклифов „Тријалог“ на чешки. Због сукоба са Хусом, немачки професори су 1409. прешли у Лајпциг где су основали универзитет. Тиме је универзитет остао без већине професора и студената, и тако је постао институција мањег, регионалног значаја. 
Почетком 17. века доминантан утицај на универзитету преузимају језуити. Године 1784. немачки језик постаје језик наставе уместо латинског. У исто време допуштено је да студије похађају протестанти и јевреји. Предавања о чешком језику и књижевности су почела 1793. Универзитет је подељен на немачки и чешки универзитет 1882. Ова два универзитета су паралелно користила неке од зграда. Неки од знаменитих студената немачког универзитета били су: Ернст Мах, Алберт Ајнштајн и Франц Кафка, док су на чешком универзитету студирали: Карел Чапек и Едвард Бенеш. Један семестар овде је студирао Никола Тесла. Међуратни период био је период гложења између чешког и немачког универзитета. После Другог светског рата преостало особље немачког универзитета преселило се у Минхен. 
Данас је Карлов универзитет водећи универзитет у Чешкој. Састоји се из 17 факултета са седиштем у Прагу, 2 са седиштем у граду Храдец Кралове и један у Плзењу.

### Средњовековни универзитет (1349–1419)
Оснивање средњовековног универзитета у Прагу инспирисано је светим римским царом Карлом IV. Он је замолио је свог пријатеља и савезника, папу Климента VI, да то учини. Папа је 26. јануара 1347. године издао булу о оснивању универзитета у Прагу, по узору на Париски универзитет, са пуним (4) бројем особља, укључујући и теолошки факултет. Дана 7. априла 1348, Карло, краљ Чешке, дао је успостављеном универзитету привилегије и имунитете од световне власти Златном булом, а 14. јануара 1349. то је поновио као краљ Римљана. Већина чешких извора од 19. века – енциклопедије, опште историје, материјали самог универзитета – радије наводе 1348. као годину оснивања универзитета, а не 1347. или 1349. Ово је узроковано антиклерикалним помаком у 19. веку, који деле и Чеси и Немци.
Универзитет је отворен 1349. године. Универзитет је подељен на делове зване нације: боемску, баварску, пољску и саксонску. Боемска нација обухватала је Боеме, Моравце, јужне Словене и Мађаре; Баварска је укључивала Аустријанце, Швабе, староседеоце Франконије и Рајнске провинције; Пољска је укључивала Шлежане, Пољаке, Русине; Саксонска је укључивала становнике Маргравата Мајсена, Тирингије, Горње и Доње Саксоније, Данске и Шведске. Етнички чешки студенти су чинили 16–20% свих ученика. Архиепископ пардубички Арношт је узео активно учешће у оснивању тако што је обавезао свештенство да доприноси и постао ректор универзитета (тј. директор или управник).
Први дипломац је проглашен 1359. године. Предавања су се одржавала у колеџима, од којих је најстарији добио име по краљу Каролинуму, а основан је 1366. године. Правни факултет је 1372. постао самосталан универзитет.
Године 1402, Јероним Прашки у Оксфорду је преписао Дијалог и Тријалог Џона Виклифа. Декан филозофског факултета Јан Хус превео је Trialogus на чешки језик. Године 1403. универзитет је забранио својим члановима да следе Виклифова учења, али је његова доктрина наставила да добија на популарности.
У западном расколу, боемска нација је стао на страну краља Вацлав IV и подржала сабор у Пизи (1409). Остале нације универзитета су изјавили да подржавају страну папе Гргура XII, тако да је гласање било 1:3 против Боема. Хус и други Боеми су, међутим, искористили Вацлавово противљење Гргуру. Указом из Кутне Хоре 18. јануара 1409. краљ је поткопао универзитетски устав дајући боемским мајсторима три гласа. Остао је само један глас за све остале три нације заједно, у поређењу са једним гласом за сваку нацију раније. Резултат овог преврата била је емиграција страних (углавном немачких) професора и студената, оснивајући Универзитет у Лајпцигу маја 1409. Пре тога, 1408. године, универзитет је имао око 200 доктора и магистара, 500 првоступника и 30.000 студената; сада је изгубила велики део овог броја, а подаци о губитку варирају од 5000 до 20,000 укључујући 46 професора.

### Протестантска академија (1419–1622)
Факултет уметности постао је центар хуситског покрета и главни доктринарни ауторитет утраквиста. У годинама 1417–30. нису додељене дипломе; понекад је било само осам или девет професора. Цар Сигисмунд, син Карла IV, узео је оно што је преостало у своју личну имовину и направљен је одређени напредак. Цар Фердинанд I је позвао језуите у Праг и они су 1562. године отворили академију — Клементинум. Од 1541. до 1558. чешки хуманиста Матеус Колинус (1516–1566) био је професор грчког језика. Одређени напредак је поново постигнут када се цар Рудолф II настанио у Прагу. Године 1609. укинут је обавезан целибат професора. Језуитска академија је 1616. постала универзитет. (Могао је да додељује академске дипломе.)

## Познати предавачи и студенти
Почасни доктор овог универзитета је и Јован Цвијић. 
Српски историчар књижевности и књижевни критичар Горан Максимовић био је предавач на Одсеку за источноевропске језике Филозофског факултета Карловог универзитета у Прагу, у зимском семестру школске 2004/2005. године.
Међу студентима овог универзитета био је и већи број Југословена и Срба, нпр. педагог проф. др Јован Ђорђевић.

## Други универзитети у Прагу
Поред овог, најпознатијег и највећег, у Прагу постоји читав низ других високошколских установа, универзитета, техничких високошколских установа и академија: 
- Чешки технички универзитет у Прагу
- Академија музичких уметности у Прагу
- Академија ликовних уметности у Прагу
- Чешки пољопривредни универзитет у Прагу
- и др.